# Islas Pribilof
Las islas Pribilof (en inglés, Pribilof Islands; en ruso, Острова Прибылова, archipiélago Kotovi) son un conjunto de cuatro islas volcánicas que forman parte de Alaska, en los Estados Unidos. Se encuentran en el mar de Bering, a 320 km al norte de Unalaska y a 320 km al sur del cabo Newenham y a unos 800 km de la costa siberiana, al oeste.
Las dos islas principales son:
- Isla de San Pablo (Alaska), con 104 km² y una población de 532 habitantes en 2000,
- Isla de San Jorge (Alaska), con 90 km² y una población de 90 habitantes en 2000,

además de otros dos islotes próximos a la isla de isla Saint-Paul:  isla Otter (0,67 km²) e isla Walrus (0,20 km²) .